# Lacubaza
Lacubaza (łac. Diocesis Lacubazensis) – stolica historycznej diecezji w Cesarstwie rzymskim w prowincji Afryka Prokonsularna, sufragania metropolii Kartagina. Współcześnie w Tunezji. Obecnie katolickie biskupstwo tytularne.

## Biskupi tytularni
| Lp. | Biskup                    | Funkcja                                          | Od                | Do               |
| --- | ------------------------- | ------------------------------------------------ | ----------------- | ---------------- |
| 1   | James Shannon             | biskup pomocniczy Saint Paul i Minneapolis (USA) | 8 lutego 1965     | 1969             |
| 2   | Javier Azagra Labiano     | biskup pomocniczy Kartageny (Hiszpania)          | 17 lutego 1970    | 23 września 1978 |
| 3   | Robert Bell Clune         | biskup pomocniczy Toronto (Kanada)               | 3 maja 1979       | 6 września 2007  |
| 4   | Hyacinth Egbebo           | wikariusz apostolski Bomadi (Nigeria)            | 23 listopada 2007 | 21 września 2017 |
| 5   | Jorge García Cuerva       | biskup pomocniczy Lomas de Zamora (Argentyna)    | 20 listopada 2017 | 3 stycznia 2019  |
| 6   | Salvador González Morales | biskup pomocniczy Meksyku (Meksyk)               | 16 lutego 2019    |                  |